# Виноградов, Иоанн Григорьевич
Иоа́нн Григо́рьевич Виногра́дов (1826 — 14 (27) июля 1901, Деденёво, Московская губерния) — священнослужитель Русской православной церкви, московский протоиерей, миссионер, настоятель храма прп. Сергия Радонежского в Рогожской слободе; первым организовал внебогослужебные воскресные собеседования с народом и раскольниками-старообрядцами.

## Биография
Происходил из духовного сословия.
В 1848 году, 21-летним юношей, был рукоположён святителем Филаретом митрополитом Московским, во священники и назначен клириком Успенского собора города Коломны. Молодой пастырь оправдал доверие первосвятителя Московского: он был строгим исполнителем церковно-богослужебного устава, неустанным проповедником и деятельным наставником своей паствы.
Через восемь с половиною лет святитель Филарет перевёл его в московский храм святой Параскевы Пятницы в Охотном Ряду. Где ознакомившись с новым приходом, отец Иоанн, с благословения святителя Филарета, завёл по воскресным дням собеседования со старообрядцами, которые непрерывно велись им с 1863 года и до самой его кончины — то есть на протяжении почти сорока лет.
Был назначен настоятелем храма преподобного Сергия Радонежского в Рогожской слободе — которая являлась центром московского старообрядчества, где он продолжил вести воскресные собеседования со старообрядцами.
В 1881 году был возведён в сан протоиерея. В 1892 году был награждён орденом Св. Владимира 4-й степени.
В 1896 году был избран почётным членом, и помощником председателя московского миссионерского Братства святого Петра Митрополита, в деятельности которого принимал самое активное участие с момента его учреждения в 1872 году.
В 1898 году, в день юбилея — пятидесятилетнего служения в сане пресвитера Церкви, сам высокопреосвященный Владимир митрополит Московский, соизволил совершить Божественную Литургию в храме преподобного Сергия в Рогожской слободе, где настоятельствовал отец Иоанн, лично поздравив его с юбилеем, и особо отметив его высокую пользу в деятельности против раскола.
Более полувековая ревностная пастырско-миссионерская деятельность отца Иоанна сделала его великим и незаменимым борцом против раскола, неусыпно трудившимся делом, словом и писанием на пользу Православной Церкви, а для многочисленных его духовных чад он стал добрым пастырем, опытным руководителем, наставником и мудрым советником.
Весной 1901 года отец Иоанн тяжело заболел, и в надежде поправить своё здоровье, уехал к своим родственникам на дачу находящуюся вблизи Спасо-Влахернского монастыря в Московской губернии. Но с одра болезни он уже не встал, и перед смертью сподобившись Таинств елеосвящения, покаяния и Причащения, скончался 14 июля 1901 года. И был погребён вблизи монастырского храма на территории Спасо-Влахернского монастыря.
Но дочь почившего пастыря разыскала его духовное завещание, где за несколько лет до своей кончины он выразил свою волю так: «Где бы я ни помер, похоронить меня на Семёновском кладбище». На основании этих слов духовного завещания, дочери почившего протоиерея было разрешено перенести тело её родителя на Семёновское кладбище. И 16 сентября 1906 года, с разрешения духовной и гражданской власти, было совершено перенесение тела отца Иоанна из Спасо-Влахернского монастыря на Московское Семёновское кладбище. С благословения Московского митрополита Владимира тело заслуженного протоиерея было захоронено вблизи северной стены в самом храме Воскресения Христова на Семёновском кладбище.

### Семья
Был женат на Евдокии Александровне Сергиевской. Из числа их детей, сын Николай (1863—?) был директором 3-й Московской гимназии.

## Главные труды Виноградова
- «О Феодоритовом слове. Опыт библиографического исследования о двуперстии» (М., 1866 и след.);
- «Духоборец» (М., 1889, изд. 2-е, СПб., 1898);
- «Новые мысли старообрядца о власти епископа» (М., 1897);
- «Несколько слов об учреждении старообрядческой белокриницкой иерархии» (М., 1897);
- «Православному христианину для беседы с старообрядцами или раскольниками» (М., 1899);
- «Самооправдание раскола окольными путями» (М., 1900);
- «О чиноприёме, сделанном старообрядцами над митрополитом Амвросием» (М., 1899).